# Киберкультура
Киберкультура (англ. cyberculture) — вид современной культуры, который формируется её носителями с помощью цифровой техники, прежде всего персональных компьютеров, порождённых наукой кибернетикой. Наиболее масштабным видом киберкультуры можно назвать интернет-культуру, то есть глобальную массовую культуру, формирующуюся всеми пользователями Интернета в ходе использования компьютерных устройств, держащих цифровую связь по протоколу IP. Внутри интернет-культуры можно выделять другие киберкультуры, такие как геймерство (киберспорт), чаты, имиджборды, свободное ПО, вики-движение и многое другое. Геймерство при этом может быть «оффлайновым», то есть являться киберкультурой, но не являться интернет-культурой. Пользователи Фидонета на раннем этапе сформировали «киберкультуру пользователей компьютерной сети» вне Интернета, а затем в целом влились в интернет-культуру, оказав на неё специфичное влияние. Массовая культура пользователей Интернета на ранних этапах его развития была в основном тождественна культуре пользования электронной почтой (Usenet и его аналоги) и стала стремительно развиваться в разных направлениях с появлением Всемирной паутины. Англоязычное понятие cyberculture определяется Оксфордским словарём как «состояние общества в результате использования средств автоматизации и компьютеризации». Носители киберкультуры являются предметом изучения киберпсихологии.

## Исследования
В СССР в 1973 году была издана «Энциклопедия кибернетики», в которой, в частности, затрагивались такие темы как «философия кибернетики» и «кибернетика в социологии».
Американский публицист Марк Дери выпускает исследования по киберкультуре с начала 1990-х гг. В 1994 году он издал книгу «Флеймовые войны: Киберкультурный дискурс» (Flame Wars: The Discourse of Cyberculture). В 1996 г. — книгу «Скорость убегания: Киберкультура на рубеже веков» (Escape Velocity: Cyberculture at the End of the Century). Книги посвящены широкому спектру явлений киберкультуры. Автор рассказывает о связи киберкультуры 90-х годов с контркультурой 60-х, о влиянии компьютерных технологий на становление целых направлений искусства — электронной музыки и роботокультуры. Отдельные главы книги посвящены компьютерному боди-арту, проблеме сексуальных отношений в Интернете и перспективе появления киборга. Анализируя отдельные книги, картины, инсталляции и практики, автор пытается разобраться с тем, какими путями современная киберкультура приведёт человечество к управлению эволюцией человеческой природы.
Возможны позитивные и негативные аспекты киберкультуры, среди негативных можно назвать, например, так называемую кибертравлю.

## Киберкультура в искусстве
Киберкультуре посвящено множество художественных книг и фильмов, существует художественный жанр киберпанк, подразумевающий полную погружённость персонажей в различные киберкультуры, вымышленные и настоящие (см. также «Производные киберпанка»). Отдельное внимание уделяется киберспорту, его социальным аспектам посвящён фантастический роман Э. Клайна «Первому игроку приготовиться» 2011 года, по которому в 2018 году режиссёр Стивен Спилберг снял одноимённый фильм. Книга основывается на концепции технологии виртуальной реальности, которой также посвящено множество других произведений, таких как фильмы «Газонокосильщик», «Матрица» и мн. др.
В российском фильме Павла Санаева «На игре», снятом в жанре боевик, после оглушительной победы на турнире по киберспорту команде геймеров вручают диски с только что разработанной игрой. Запустив игру, каждый из них подвергается воздействию, переводящему их игровые способности в реальные. Теперь и в жизни они лучшие бойцы, стрелки и гонщики.
Фильм Д. Финчера «Социальная сеть» посвящён становлению культуры пользователей сети «Фейсбук». Знаковой фигуре мировой киберкультуры Эдварду Сноудену посвящены художественный фильм Оливера Стоуна «Сноуден» и документальный фильм «Citizenfour. Правда Сноудена».

## Примеры киберкультур
- Интернет-культура
- Демосцена
- Трекерная музыка